# Johan Fredrik av Brandenburg-Ansbach
Johan Fredrik av Brandenburg-Ansbach, tyska: Johann Friedrich von Brandenburg-Ansbach, född 18 oktober 1654 i Ansbach, död 1 april 1686 i Ansbach, var regerande markgreve av Brandenburg-Ansbach från 1667 till sin död.

## Biografi
Johan Fredrik tillhörde den yngre ansbachska grenen av huset Hohenzollern och var äldste son till markgreve Albrekt II av Brandenburg-Ansbach (1620–1667) i dennes andra äktenskap med Sofia Margareta av Oettingen-Oettingen, dotter till greve Joakim Ernst av Oettingen-Oettingen. Vid faderns död 1667 var Johan Fredrik fortfarande minderårig och en förmyndarregering under kurfurst Fredrik Vilhelm av Brandenburg tillsattes. Johan Fredrik fick sin utbildning vid universiteten i Strasbourg och Genève och gjorde sedan en Grand tour till bland annat Frankrike. 
Han blev myndig 1672 och övertog då regeringen i Brandenburg-Ansbach. Han sågs i samtiden som en tolerant och älskvärd furste, samtidigt som han saknade ärelystnad och var beroende av sina rådsherrar. Han fortsatte sin fars Habsburgvänliga politik och lät franska emigranter slå sig ner i Ansbach och Schwabach, vilket ledde till en ekonomisk uppblomstring i furstendömet. Han hade en förkärlek för musik, opera och balett samt för prakt, vilket orsakade finansiella kriser i furstendömets kassa. 
Johan Fredrik avled vid 31 års ålder i smittkoppor och begravdes i S:t Gumbertuskyrkan i Ansbach. Han efterträddes av den minderårige sonen Kristian Albrekt. Hans dotter Caroline gifte sig 1705 med kurprins Georg August av Hannover, den blivande kung Georg II av Storbritannien, och blev 1727 drottning av Storbritannien.

## Familj
Johan Fredrik gifte sig i första äktenskapet 5 februari 1672 i Durlach med Johanna Elisabet av Baden-Durlach (1651–1680), dotter till markgreve Fredrik VI av Baden-Durlach och Kristina Magdalena av Pfalz-Zweibrücken. I äktenskapet föddes följande barn:
- Leopold Fredrik (1674–1676), arvfurste av Brandenburg-Ansbach
- Kristian Albrekt (1675–1692), markgreve av Brandenburg-Ansbach
- Dorotea Fredrika (1676–1731), gift 1699 med greve Johan Reinhard III av Hanau-Lichtenberg (1665–1736)
- Georg Fredrik II (1678–1703), markgreve av Brandenburg-Ansbach
- Charlotta Sofia (1679–1680)

I andra äktenskapet gifte han sig 4 november 1681 i Eisenach med Eleonore Erdmuthe av Sachsen-Eisenach, dotter till hertig Johan Georg I av Sachsen-Eisenach. I detta äktenskap föddes följande barn:
- Wilhelmine Caroline av Brandenburg-Ansbach (1683–1737), drottning av Storbritannien och Irland, gift 1705 med kung Georg II av Storbritannien (1683–1760)
- Fredrik August (född och död 1685)
- Vilhelm Fredrik (1686–1723), markgreve av Brandenburg-Ansbach, gift 1709 med Christiane Charlotte av Württemberg-Winnental (1694–1729)